# Jastrebarsko
Jastrebarsko este un oraș în cantonul Zagreb, Croația, având o populație de 15.866 de locuitori (2011).

## Demografie
Componența etnică a orașului Jastrebarsko
     Croați (97,96%)
     Necunoscut (0,25%)
     Neclasificat (1,24%)
Componența confesională a orașului Jastrebarsko
     Catolici (95,89%)
     Fără religie și atei (1,22%)
     Necunoscută (1,17%)
     Alte religii (1,71%)
Conform recensământului din 2011, orașul Jastrebarsko avea 15.866 de locuitori. Din punct de vedere etnic, majoritatea locuitorilor (97,96%) erau croați. Apartenența etnică nu este cunoscută în cazul a 0,25% din locuitori. Din punct de vedere confesional, majoritatea locuitorilor (95,89%) erau catolici, cu o minoritate de persoane fără religie și atei (1,22%). Pentru 1,17% din locuitori nu este cunoscută apartenența confesională.